# King Animal Demos
King Animal Demos - восьмий міні-альбом (EP) американської групи Soundgarden, випущений 20 квітня 2013 року.

## Треклист
1. Bones of Birds – 3:27
2. By Crooked Steps – 4:24
3. Halfway There – 3:34
4. Worse Dreams – 3:21
5. Black Saturday – 3:17
6. A Thousand Days Before - 4:25

## Розробники
- Кріс Корнелл - вокал, гітара
- Кім Таїл - гітара
- Бен Шеферд - бас
- Метт Кемерон - барабани